# Costa Caupolicán
Costa Caupolicán är en strand i Antarktis. Den ligger i Västantarktis. Argentina, Chile och Storbritannien gör anspråk på området.